# Антошенков, Григорий Иванович
Григо́рий Ива́нович Анто́шенков (12 [24] марта 1898 год —24.декабря 1970) — советский театральный актёр, режиссёр и педагог, народный артист РСФСР (1954).

## Биография
Григорий Иванович Антошенков родился 12 (24) марта 1898 года.
Сценическую деятельность начал в 1920 году в полупрофессинальном коллективе. В 1923—1931 годах играл в театрах Днепропетровска (театр под руководством Л. К. Людвигова, Драматический театр имени Т. Шевченко).
В 1931—1934 годах учился в ГИТИСе на режиссёрском факультете. В 1934—1939 годах выступал в театрах Оренбурга, Ульяновска, Ейска, Кимр.
С 1939 по 1969 годы играл в Приморского драматического театра имени Горького. Вёл педагогическую и режиссёрскую работу. Преподавал в театральной студии при театре (Владивостокское театральное училище), из которой возник Дальневосточный педагогический институт искусств (сейчас Дальневосточный государственный институт искусств). Член КПСС с 1945 года.
Умер 24 декабря 1970 г. Похоронен во Владивостоке на Лесном кладбище.

## Награды и премии
- Заслуженный артист РСФСР (1947).
- Народный артист РСФСР (1954).
- Орден Трудового Красного Знамени (1955)[2].
- Почётные грамоты крайкома КПСС и крайисполкома за успехи в развитии культуры и искусства Приморья (1966), за культурно-шефскую работу (1961—1970)[3].

## Работы в театре
- «Мещане» М. Горького — Василий Васильев Бессемёнов
- «На дне» М. Горького — Бубнов
- «Фальшивая монета» М. Горького — Яковлев
- «В степях Украины» А. Корнейчука — Галушка
- «Калиновая роща» А. Корнейчука — Романюк
- «Сергей Лазо» Бондаревой — Черняк
- «Человек с ружьём» (1939) и «Кремлёвские куранты» (1941) Н. Погодина — Ленин
- «Незабываемый 1919-й» Вс. Вишневского (1950) — Ленин
- «Партизаны в степях Украины» Александра Корнейчука (1942)
- «Хлеб» В. Киршона (1960-е)[4]